# Numan Kurdić
Numan Kurdić (Tešanj, 1 juli 1999) is een Bosnisch voetballer.

## Clubcarrière
Kurdić ruilde in 2016 de jeugdopleiding van FK Velež voor die van FK Sarajevo. Op 28 juli 2018 maakte hij zijn officiële debuut voor laatstgenoemde club: op de tweede competitiespeeldag liet trainer Husref Musemić hem invallen tegen FK Mladost Doboj Kakanj. In zijn eerste seizoen in het eerste elftal van Sarajevo won hij naast de landstitel ook de Bosnische voetbalbeker. In de heenwedstrijd van de finale (die Sarajevo met 3-0 won van NK Široki Brijeg) speelde Kurdić niet mee, maar in de terugwedstrijd kreeg hij een basisplaats. Kurdić werd in de 72e minuut met een tweede gele kaart van het veld gestuurd en Sarajevo verloor uiteindelijk de wedstrijd met 1-0, maar dat was voldoende voor de zesde bekerwinst uit de clubgeschiedenis.
Ook in het seizoen 2019/20 werd Kurdić landskampioen met FK Sarajevo. Ditmaal was zijn aandeel in de landstitel nóg kleiner: in zijn debuutseizoen had hij vijf competitiewedstrijden gespeeld, in het seizoen daarop slechts drie (waarvan weliswaar twee keer negentig minuten). De club leende hem daarom in het seizoen 2020/21 uit: eerst aan de Servische eersteklasser FK Novi Pazar, vervolgens aan de Albanese eersteklasser KF Kukësi.
Na zijn terugkeer groeide Kurdić in het seizoen 2021/22 uit tot een vaste waarde bij FK Sarajevo, waar Goran Sablić inmiddels trainer was geworden. Het leverde hem in januari 2022 een transfer op naar de Belgische tweedeklasser RWDM. Daar maakte hij op 27 februari 2022 zijn officiële debuut in het eerste elftal van de club: in de competitiewedstrijd tegen Lierse Kempenzonen liet trainer Vincent Euvrard hem diep in de blessuretijd invallen voor Kévin Nzuzi, die net als William Togui had gescoord in de blessuretijd en zo een 1-1-tussenstand alsnog had omgezet in een 3-1-eindstand. Op de voorlaatste speeldag van de reguliere competitie, toen RWDM al zeker was dat het barragewedstrijden voor promotie mocht spelen tegen RFC Seraing, speelde hij door de gele schorsing van Gilles Ruyssen en Florian Le Joncour een hele wedstrijd tegen Waasland-Beveren. RWDM won deze wedstrijd met 2-1.
RWDM slaagde er uiteindelijk niet in om te promoveren naar de Jupiler Pro League, waardoor de club in het seizoen 2022/23 in Eerste klasse B begon. Kurdić kreeg een basisplaats tijdens de eerste vier speeldagen, maar verdween daarna – mede door de komst van Jake O'Brien – volledig buiten beeld. In december 2022 leende RWDM hem dan ook voor de rest van het seizoen uit aan de Servische eersteklasser FK Novi Pazar, waar hij in het seizoen 2020/21 al op huurbasis had gespeeld. Kurdić groeide bij Novi Pazar, dat dat seizoen zesde eindigde, meteen weer uit tot een vaste waarde.

## Interlandcarrière
Kurdić maakte op 18 december 2021 zijn debuut voor Bosnië en Herzegovina in een vriendschappelijke interland tegen de Verenigde Staten (1-0-verlies).
| Interlands van Numan Kurdić | Interlands van Numan Kurdić | Interlands van Numan Kurdić              | Interlands van Numan Kurdić | Interlands van Numan Kurdić | Interlands van Numan Kurdić | Interlands van Numan Kurdić |
| No.                         | Datum                       | Wedstrijd                                | Uitslag                     | Soort Wedstrijd             | Doelpunten                  |                             |
| Als speler bij FK Sarajevo  | Als speler bij FK Sarajevo  | Als speler bij FK Sarajevo               | Als speler bij FK Sarajevo  | Als speler bij FK Sarajevo  | Als speler bij FK Sarajevo  | Als speler bij FK Sarajevo  |
| --------------------------- | --------------------------- | ---------------------------------------- | --------------------------- | --------------------------- | --------------------------- | --------------------------- |
| 1.                          | 18 december 2021            | Verenigde Staten – Bosnië en Herzegovina | 1 – 0                       | Vriendschappelijk           | -                           |                             |
| Totaal                      | Totaal                      | Totaal                                   | Totaal                      | Totaal                      | -                           |                             |

Bijgewerkt tot 28 december 2022

## Erelijst
| Kampioen Premijer Liga | 2x | 2018/19, 2019/20 |
| Bosnische voetbalbeker | 1x | 2018/19          |

1 Lathouwers ·
3 Halilou ·
4 Doudaev ·
5 De Sart ·
6 Halifa ·
7 Montes ·
8 Abe ·
9 Parzyszek ·
10 Robail ·
11 Ziani ·
15 Laâziri ·
17 Barry ·
20 Poku ·
21 Marsoni ·
22 Soelle Soelle ·
23 Del Piage ·
26 Kestens ·
28 Hubert ·
29 Maurer ·
30 Baghli ·
31 Dodeigne ·
43 Sousa ·
49 Sapata ·
51 Preijs ·
53 Messad-Kouchiche ·
60 Awudu ·
70 Nkurunziza ·
77 Biron ·
83 Lemmens ·
84 El Arouch ·
99 Benjdida ·
Coach: Ferrera
· Assistent-coach: Baherlé
· Assistent-coach: De Camargo